# Косю
Косю (Косъю) (на руски: Косью, Косъю) е река в Република Коми на Русия, ляв приток на Уса (десен приток на Печора). Дължина 259 km. Площ на водосборния басейн 14 800 km².
Река Косю води началото си на 1255 m н.в., от южното подножие на планинския масив Народная (1895 m) в Приполярен Урал. В горното течение има северозападно направление и е типична планинска река с тясна и дълбока долина със стръмни и скалисти брегове и бързо течение с множество прагове. След устието на река Вангир завива на север-североизток и запазва това направление до устието си. В този участък тече през обширна заблатена низина, като в долното си течение силно меандрира. Влива се отляво в река Уса (десен приток на Печора), при нейния 206 km, на 41 m н.в., на 2 km северно от село Косювом. Основни притоци: леви – Вангир (112 km), Изъяю (63 km), Кимбажъю (51 km), Болшая Саръюга (77 km), Неча (84 km); десни – Кожим (202 km), Чорная (72 km), Болшая Инта (105 km). Има смесено подхранване – дъждовно и снежно, с ясно изразено пълноводие през юни. Заледява се в края на октомври или началото на ноември, а се размразява през май. В долното течение е плавателна за плиткогазещи съдове. По течението ѝ са разположени 5 постоянни населени места: селата Косю, Лазурни, Кожимвом, Нечавом и Косювом.